# Heinrich Windelen
Heinrich Windelen (Bolkenhain, Silesia, 25 de junio de 1921 - Warendorf, 16 de febrero de 2015) fue un político alemán del CDU. Fue diputado del Bundestag desde 1957 hasta 1990, y fue ministro para Personas Desplazadas, Refugiados y Víctimas de Guerra en el mandato del canciller Kurt Georg Kiesinger  en 1969 y como ministro de relaciones intraalemanas en el segundo mandato del canciller Helmut Kohl desde 1983 hasta 1987.

## Carrera
Windelen fue el tercer de ocho hermanos de Engelbert y Anna Windelen. Su padre era un miembro activo del Zentrumspartei y del Reichsbanner Schwarz-Rot-Gold. De hecho, el canciller Joseph Wirth visitó al padre de Windelen muchas veces. Windelen pasó su bachillerato en 1939 en Striegau y fue enviado a Servicio del Reich. En 1940 empezó sus estudios de física y química en la Universidad de Breslau. En 1941 fue listado en la Wehrmacht y fue hecho prisionero en 1945 con el rango de Feldwebel. No accedió a la oficialidad del ejército por sus diferencias con el régimen nazi.
Fue refugiado de la Alemania Oriental después de la la expulsión de 1945 y se hizo miembro del partido de CDU en 1946. Windelen fue miembro del Bundestag desde 1957 hasta 1990. En 1969 cogió la cartera de ministro para Personas Desplazadas, Refugiados y Víctimas de Guerra. Windelen ocupó los cargos de vicepresidente del Bundestage (1981–1983) y ministro de las relaciones intra-alemanas (1983–1987). Fue elegido presidente honorario de la CDU en Renania del Norte-Westfalia. Murió a los 93 años el 16 de febrero de 2015.

## Honores
- 1969: Gran Cruz del Orden del Mérito de la República Federal de Alemania

## Publicaciones
- SOS für Europa, Stuttgart, Seewald-Verlag, 1972, ISBN 3512002315
- Der Haushaltsausschuß im politischen Prozeß, en: Verwaltung und Fortbildung, Jg. 1978, Heft 3, Seiten 93 bis 100.
- Strukturveränderungen in der öffentlichen Finanzwirtschaft. Geldpolitik und Haushaltspolitik, en: Geld und Währung, Bonn 1979, Seiten 55 bis 61.
- Das Parlament zwischen Ausgabenfreude und Haushaltskontrolle, en: Günter Triesch, Staatsfinanzen und Wirtschaft, Köln 1981, Seiten 111 bis 130.

## Literatura
- Rudolf Vierhaus und Ludolf Herbst (Hrsg.): Biographisches Handbuch der Mitglieder des Deutschen Bundestages 1949–2002. Band 2, N–Z, Saur, München 2002, ISBN 3-598-23782-0, S. 960